# Nový obzory
Nový obzory je singl české popové hudební skupiny Slza. Hudbu vytvořil Lukáš Bundil a Dalibor Cidlinský Jr., text napsal Xindl X a píseň nazpíval Petr Lexa. Píseň byla na Spotify vydána 13. července 2018. Píseň vznikla za spolupráce s firmami Milka, Oreo a Halls v rámci projektu „Nalaď se na školu“.

## Videoklip
Videoklip se natáčel ve dnech 28. a 29. června 2018 ve studiích v Klecanech. Hlavní postava videoklipu je Martin Novák, který prochází svým mládím. Videoklip natočil, sestříhal a režíroval Radim Věžík.

### Obsazení
- Petr Lexa
- Lukáš Bundil
- Veronika Vincková
- Igor Nácik
- Andrea Nathová
- Sebastian Kubec
- Lukáš Bertram
- Tomáš Kmoch
- Jiří Pekárek
- Expl0ited
- Martin Dufek
- Daniel Hudček
- Vojta Košař
- Kristýna Tabačíková
- Anna Kapustová
- Klára Vaňkátová
- Václav Smítka
- Kristina Khoroshya
- Tereza Marečková
- Dominik Škarda
- Dominika Juřenová
- Monika Mrázová
- Anastasia Timofeevá
- Klára Beranová
- Barbora Domnosilová
- Barbora Lišková